# Аденский залив
А́денский зали́в (араб. خليج عدن‎, фр. Golfe d'Aden, сомал. Gacanka Cadmeed) является частью Аравийского моря Индийского океана. Длина — 890 км. Северный берег залива составляет Аравийский полуостров (государство Йемен). Южный и западный берега залива составляет Африканский континент (государства Сомали и Джибути). На западе выделяют залив Таджура. Восточной границей считается меридиан мыса Гвардафуй (51°16’E).
Залив соединён с Красным морем Баб-эль-Мандебским проливом. Залив имеет экономическое значение как водный путь для транспортировки нефти из Персидского залива в Европу.
В начале XXI века здесь обострилась проблема пиратства.

## Порты
- Эль-Мукалла (Йемен)
- Аден (Йемен)
- Джибути (Джибути)
- Бербера (Сомали)